# NDUFA9
NDUFA9 (англ. NADH:ubiquinone oxidoreductase subunit A9) – білок, який кодується однойменним геном, розташованим у людей на короткому плечі 12-ї хромосоми. Довжина поліпептидного ланцюга білка становить 377 амінокислот, а молекулярна маса — 42 510.
| 10         |  | 20         |  | 30         |  | 40         |  | 50         |
| ---------- |  | ---------- |  | ---------- |  | ---------- |  | ---------- |
| MAAAAQSRVV |  | RVLSMSRSAI |  | TAIATSVCHG |  | PPCRQLHHAL |  | MPHGKGGRSS |
| VSGIVATVFG |  | ATGFLGRYVV |  | NHLGRMGSQV |  | IIPYRCDKYD |  | IMHLRPMGDL |
| GQLLFLEWDA |  | RDKDSIRRVV |  | QHSNVVINLI |  | GRDWETKNFD |  | FEDVFVKIPQ |
| AIAQLSKEAG |  | VEKFIHVSHL |  | NANIKSSSRY |  | LRNKAVGEKV |  | VRDAFPEAII |
| VKPSDIFGRE |  | DRFLNSFASM |  | HRFGPIPLGS |  | LGWKTVKQPV |  | YVVDVSKGIV |
| NAVKDPDANG |  | KSFAFVGPSR |  | YLLFHLVKYI |  | FAVAHRLFLP |  | FPLPLFAYRW |
| VARVFEISPF |  | EPWITRDKVE |  | RMHITDMKLP |  | HLPGLEDLGI |  | QATPLELKAI |
| EVLRRHRTYR |  | WLSAEIEDVK |  | PAKTVNI    |  |            |  |            |

A: Аланін

C: Цистеїн

D: Аспарагінова кислота

E: Глутамінова кислота

F: Фенілаланін

G: Гліцин

H: Гістидин

I: Ізолейцин

K: Лізин

L: Лейцин

M: Метіонін

N: Аспарагін

P: Пролін

Q: Глутамін

R: Аргінін

S: Серин

T: Треонін

V: Валін

W: Триптофан

Задіяний у таких біологічних процесах, як транспорт, транспорт електронів, дихальний ланцюг, ацетилювання. 
Білок має сайт для зв'язування з ФАД, флавопротеїном. 
Локалізований у мітохондрії.